# André Cheron (acteur)
Pour les articles homonymes, voir Chéron.
Ne pas confondre avec le joueur d'échecs français André Chéron (1895-1980).
André Louis Ernest Alexandre Duval — né le 24 août 1880 à Saint-Germain-en-Laye (Yvelines), mort le 26 janvier 1952 à San Francisco (Californie) — est un acteur américain d'origine française, connu sous le nom de scène d’André Cheron.

## Biographie
André Louis Ernest Alexandre Duval est le fils aîné de Marie Eugénie Henriette Chéron du Villiers et d'Alexandre Duval, président de la chaîne de restaurants bon marché, les Bouillons Duval. Il ne s'entendit pas du tout avec son père : à la suite d'une brouille, il s'engage dans l'armée coloniale, part en Afrique, et son père pensa même un temps qu'il y était mort (sa mère était en réalité en contact avec lui). Le fils réapparut peu après le décès de son père et toucha son héritage — le société de son père pesait plusieurs dizaines de millions de francs, sans compter les actifs immobiliers.
Il émigra ensuite aux États-Unis en 1923, prit de nom de sa mère, et contribua ainsi à cent-quinze films américains (comme second rôle de caractère ou dans des petits rôles non crédités), le premier sorti en 1925 — donc durant la période du muet — étant L'Indomptable Diavolo d'Arthur Rosson (avec Richard Talmadge et Lorraine Eason).
Parmi ses films notables, mentionnons Un homme en habit de Luther Reed (1927, avec Adolphe Menjou et Virginia Valli), Une heure près de toi d'Ernst Lubitsch et George Cukor (1932, avec Maurice Chevalier et Jeanette MacDonald), Carolina d'Henry King (1934, avec Janet Gaynor et Lionel Barrymore) et Café Métropole d'Edward H. Griffith (1937, avec Loretta Young et Tyrone Power).
Ses trois derniers films sortent en 1941, dont La Femme aux deux visages de George Cukor (avec Greta Garbo et Melvyn Douglas).

## Filmographie partielle

### Période du muet
- 1925 : L'Indomptable Diavolo (The Fighting Demon) d'Arthur Rosson : Slippery Logan
- 1926 : The Marriage Cause de Lois Weber : le critique
- 1926 : Kiki de Clarence Brown : le maître d'hôtel
- 1926 : The Girl from Montmartre d'Alfred E. Green
- 1927 : La Flamme d'amour (The Magic Flame) de Henry King : le directeur
- 1927 : Rose of the Golden West de George Fitzmaurice : le prince russe
- 1927 : Un homme en habit (Evening Clothes) de Luther Reed : le père de Germaine
- 1927 : Monsieur Albert (Service for Ladies) de Harry d'Abbadie d'Arrast : le rajah
- 1927 : Le Roi des rois (The King of Kings) de Cecil B. DeMille : un riche marchand
- 1928 : His Private Life de Frank Tuttle : Maurice

### Période du parlant
- 1928 : Les Quatre Diables (Four Devils) de Friedrich Wilhelm Murnau : le vieux Roue
- 1929 : Sa vie m'appartient (True Heaven) de James Tinling : l'espion britannique
- 1929 : Ils voulaient voir Paris (They Had to See Paris) de Frank Borzage : un valet
- 1929 : Un soir (Street Girl) de Wesley Ruggles : l'aide du prince Nicholaus
- 1929 : Parade d'amour (The Love Parade) d'Ernst Lubitsch : le mari de Paulette
- 1930 : L'Énigmatique Monsieur Parkes de Louis J. Gasnier (version française de Slightly Scarlet) : le capitaine de police
- 1930 : L'Amant de minuit (Oh, For a Man!) d'Hamilton MacFadden : Costello
- 1931 : Fascination (Possessed) de Clarence Brown : M. Lavell
- 1931 : I Like Your Nerve de William C. McGann : François, le chauffeur de Pacheco
- 1932 : Cabaret de nuit (Night World) d'Hobart Henley : un français
- 1932 : Une heure près de toi (One Hour with You) d'Ernst Lubitsch et George Cukor (version française) : le commissaire de police
- 1932 : Le Bluffeur d'André Luguet et Henry Blanke (version française de High Pressure) : Clifford Gray
- 1932 : Emma de Clarence Brown : le comte Pierre
- 1933 : Fille de feu (Hot Pepper) de John G. Blystone : le maître d'hôtel
- 1933 : Court-circuit (By Candlelight) de James Whale : un croupier
- 1934 : Le Monde en marche (The World Moves On) de John Ford : un officier français dans la tranchée
- 1934 : Carolina d'Henry King : le général Pierre G. T. Beauregard
- 1934 : Le Chat noir (The Black Cat) d'Edgar G. Ulmer : le conducteur de train
- 1934 : Caravane d'Erik Charell (version française de Caravan) : le notaire
- 1934 : Les Pirates de la mode (Fashions of 1934) de William Dieterle : un détective français
- 1934 : C'est pour toujours (Now and Forever) d'Henry Hathaway : un inspecteur
- 1934 : Une nuit d'amour (One Night of Love) de Victor Schertzinger : un serveur
- 1935 : La Veuve joyeuse d'Ernst Lubitsch (version française de The Merry Widow) : le président du tribunal
- 1935 : Une femme dans la rue (The Girl from 10th Avenue) d'Alfred E. Green : Max, le maître d'hôtel du Waldorf
- 1935 : Folies-Bergère ou L'Homme des Folies-Bergère de Marcel Achard et Roy Del Ruth (version française de Folies Bergère de Paris) : Morizet
- 1935 : Le Gondolier de Broadway (Broadway Gondolier) de Lloyd Bacon : le maître d'hôtel
- 1935 : Ne pariez pas sur les blondes (Don't Bet on Blondes) de Robert Florey : Albert, le barman du Foyot's
- 1935 : Anna Karénine (Anna Karenina) de Clarence Brown : un attaché
- 1936 : Sa femme et sa secrétaire (Wife vs. Secretary) de Clarence Brown : un français
- 1936 : Champagne Charlie de James Tinling : Henri, le croupier
- 1936 : Le Rayon invisible (The Invisible Ray) de Lambert Hillyer : un agent de la Sûreté
- 1937 : La Loi de la forêt (God's Country and the Woman) de William Keighley : Monseigneur André Gagnon
- 1937 : Le Dernier Combat (Kid Galahad) de Michael Curtiz : le maître d'hôtel
- 1937 : Dick Tracy d'Alan James et Ray Taylor (serial) : M. Clare Renee
- 1937 : Café Métropole (Café Metropole) d'Edward H. Griffith : le croupier
- 1937 : Charlie Chan at Monte Carlo d'Eugene Forde : un croupier
- 1938 : Artists and Models Abroad de Mitchell Leisen : Brissard
- 1938 : Les Flibustiers (The Buccaneer) de Cecil B. DeMille : un marchand français
- 1939 : Navy Secrets d'Howard Bretherton : Joe Benji
- 1939 : La Baronne de minuit (Midnight) de Mitchell Leisen : le contrôleur de nuit du train
- 1941 : Back Street de Robert Stevenson : un serveur
- 1941 : La Femme aux deux visages (Two-Faced Woman) de George Cukor : le maître d'hôtel